# Walking in the Rain
«Walking in the Rain» — песня американской гёрл-группы Ronettes. (Ronettes были первыми, кто эту песню записал и издал. Их сингл с ней вышел в 1964 году на лейбле Philles Records.)
В оригинальном исполнении Ronettes песня тогда в 1964 году достигла 23 места в США в чарте Billboard Hot 100 и 28 места в жанровом ритм-н-блюзовом чарте того же журнала «Билборд».
В 1969 году свою версию выпустила мужская вокальная группа Jay and the Americans. Как и оригинал, их версия стала хитом.
С тех пор эту песню исполняли и записывали многие известные певцы и музыкальные группы.
Авторы песни — Барри Манн, Фил Спектор и Синтия Вайль.

## Премии и признание
В 2004 году журнал Rolling Stone поместил песню «Walking in the Rain» в исполнении группы Ronettes на 266 место своего списка «500 величайших песен всех времён». В списке 2011 года песня находится на 269 месте.